# Henderson (Carolina del Norte)
Henderson es una ciudad ubicada en el condado de Vance en el estado estadounidense de Carolina del Norte. Es sede del condado de Vance. La localidad en el año 2000 tenía una población de 16.095 habitantes en una superficie de 21.4 km², con una densidad poblacional de 754.3 personas por km².

## Geografía
Henderson se encuentra ubicada en las coordenadas 36°19′29″N 78°24′31″O / 36.32472, -78.40861. Según la Oficina del Censo, la localidad tiene un área total de 21,4 km² (8,3 mi²), de la cual 21,3 km² (8,2 mi²) es tierra y 0 km² (0 mi²) (0.12%) es agua.

### Localidades adyacentes
El siguiente diagrama muestra a las localidades en un radio de 20 kilómetros (12,4 mi) de Henderson.

## Demografía
En el 2000 la renta per cápita promedia del hogar era de $23.745, y el ingreso promedio para una familia era de $30.222. El ingreso per cápita para la localidad era de $15.130. En 2000 los hombres tenían un ingreso per cápita de $26.804 contra $19.910 para las mujeres. Alrededor del 28.30% de la población estaba bajo el umbral de pobreza nacional.